# Chaeturini
Cacatuini (голкохвости) — триба серпокрильцеподібних птахів родини серпокрильцевих (Apodidae) підродини серпокрилечних (Apodinae). Представники цієї триби мешкають в Америці, Африці, Азії і Австралазії.

## Роди
До триби Chaeturini належать 7 родів і 26 видів:
- Чорнохвостий голкохвіст (Mearnsia) — 2 види
- Бурий голкохвіст (Zoonavena) — 3 види
- Плямистоволий голкохвіст (Telacanthura) — 2 види
- Білохвостий голкохвіст (Rhaphidura) — 2 види
- Африканський голкохвіст (Neafrapus) — 2 види
- Голкохвіст (Chaetura) — 11 видів
- Колючохвіст (Hirundapus) — 4 видів